# Herzlija (nádraží)
Herzlija (hebrejsky: תחנת הרכבת הרצליה, Tachanat ha-rakevet Herzlija) je železniční stanice ve městě Herzlija na pobřežní železniční trati v Izraeli.

## Poloha
Leží v centrální části Izraele, v zemědělsky využívané pobřežní planině, cca 2 kilometry od břehu Středozemního moře v nadmořské výšce okolo 30 metrů. Je situována na západní okraj města Herzlija, respektive na západní okraj vlastního města, přičemž západně odtud leží přímořská část Herzlije (Herzlija Pituach). Jde o dříve zemědělskou, nyní hustě osídlenou krajinu na severním okraji aglomerace Tel Avivu. Stanice leží v ulici Ben Cijon Micha'eli. Jižně od stanice probíhá lokální silnice 541 (Sderot Šivat ha-Kochavim), která pak jihozápadně odtud ústí do pobřežní dálnice číslo 2. S ní paralelně zároveň k jihu vybíhá dálnice číslo 20 (Ajalonská dálnice).

## Historie
Železniční trať byla v tomto úseku postavena až počátkem 50. let, 20. století jako nová příbřežní trasa spojující Haifu a Tel Aviv. Nahradila tak dosavadní východněji ležící spojení (východní železniční trať), na kterou vlaky z Haify uhýbaly severně od města Chadera. Teprve pak mohla v Herzliji vzniknout železniční stanice. Stanice je obsluhována autobusovými linkami společnosti Egged. K dispozici jsou parkovací místa pro automobily, prodejní stánky, automaty na nápoje a veřejný telefon.